# Convolvulus demissus
Convolvulus demissus är en vindeväxtart som beskrevs av Jacques Denys Denis Choisy. Convolvulus demissus ingår i släktet vindor, och familjen vindeväxter. Inga underarter finns listade i Catalogue of Life.